# Gian Pietro Del Buono
Gian Pietro Del Buono (* um 1610; † um 1657 in Palermo) war ein italienischer Komponist des Barock.

## Leben und Wirken
Über Gian Pietro Del Buonos Leben gibt es bislang nur wenige Hinweise, weder über seine Lebensdaten, noch über seine Wirkungsstätten. Bekannt wurde er durch seine 1641 in Palermo veröffentlichte Sammlung von Vokal- und Instrumentalwerken „Canoni, oblighi et sonate in varie maniere sopra l’Ave maris stella... a 3, 4, 6, 7, 8 et 9 voci e le Sonate a 4“. Die Sammlung enthält 84 Kanons und 14 Sonaten für Tasteninstrument, über das im Titel enthaltene Thema. Widmungsträger der Sammlung war der in Sizilien lebende Genueser Adelige Giovanni Ambrosio Scriabini. Im Vorwort bezieht sich Del Buono ausdrücklich auf das seinem Werk zugrunde liegende Vorbild von Francesco Sorianos Canoni e obligati di cento e dieci sorte, sopra l’Ave maris stella (Rom, 1610) hin.
Bei den 14 Sonaten taucht erstmals in der Geschichte der Begriff „sonata“ bei einem Solostück für Tasteninstrumente auf. Aus diesem Grund zählte der Musikwissenschaftler Willi Apel diese in seinem Buch Geschichte der Orgel- und Klaviermusik bis 1700 zu den wichtigen Vertretern der süditalienischen Clavierschule des 17. Jahrhunderts, obschon diese Stücke mit der sich fast gleichzeitig entwickelnden Solosonate noch wenig gemeinsam haben.
Ein handschriftliches Exemplar der Sammlung ist im „Civico Museo bibliografico musicale“ in Bologna erhalten, diese Tatsache weist möglicherweise auf eine Tätigkeit Del Buonos in dieser Stadt hin.
Ernst Ludwig Gerber bezeichnet ihn 1790 in seinem „Historisch-Biographisches Lexicon der Tonkünstler“ als einen Mönch, dies wird weder im Vorwort des Druckes bestätigt, noch in anderen Quellen erwähnt.

## Diskografie (Auswahl)
- Mehrere Sonaten in: „La tavola cromatica“: Eine musikalische Akademie bei Kardinal Barberini, Rom um 1635. Interpreten: Evelyn Tubb und The Earle his Viols (Label Raumklang RK 2302)